# Frederik Lodewijk van Hohenlohe-Ingelfingen

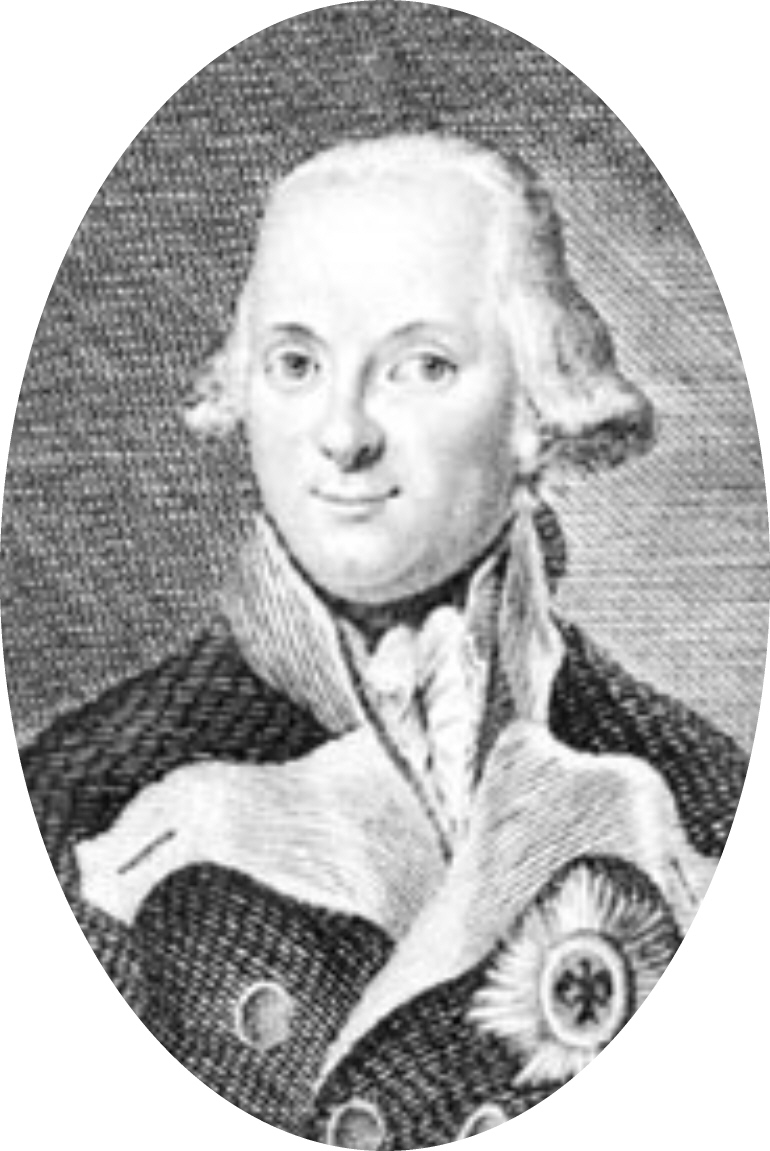
Portret uit ca. 1795

Frederik Lodewijk van Hohenlohe-Ingelfingen (Ingelfingen, 31 januari 1746 - Slawentzitz, 15 februari 1818) was een Pruisisch generaal.
Frederik Lodewijk was de zoon van vorst Hendrik August van Hohenlohe-Ingelfingen en gravin Wilhelmina van Hohenlohe-Öhringen. Hij huwde in 1782 met gravin Amalie von Hoym en kwam zo in het bezit van de heerlijkheid Slawentzitz in Opper-Silezië maar scheidde in 1799. Tussen 1796 en 1806 was hij vorst van Hohenlohe-Ingelfingen. Van 1805 tot 1806 vorst van Hohenlohe-Öhringen. In 1804 verwierf hij de heerlijkheden Landsberg en Koschentin.
In de Zevenjarige oorlog vocht hij bij het Rijksleger. In 1768 trad hij in het Pruisische leger en nam hij deel aan de Beierse Successieoorlog. Als prins begon hij met de rang van majoor, maar hij werd al snel bevorderd tot luitenant-kolonel, kolonel en generaal-majoor.
Tijdens de Eerste Coalitieoorlog lag hij met zijn troepen op 28 maart 1795 te Frankfurt am Main om de bij de Vrede van Basel overeengekomen grenslijn tussen Frankrijk en Pruisen te bewaken. Tussen Frankrijk en Oostenrijk woedde nog oorlog. In september 1795 trokken zowel Franse als Oostenrijkse troepen zich voor Frankfurt samen. De senaat volgde Hohenlohe-Ingelfingen en hield de stadspoorten toe voor beide partijen. De Oostenrijkers onder veldmaarschalk François Sébastien de Croix overwonnen de Fransen onder maarschalk Jean-Baptiste Jourdan in de Slag bij Frankfurt-Höchst op 10 oktober 1795 en Frankfurt bleef gevrijwaard.
De senaat wou Hohenlohe-Ingelfingen met geld belonen voor zijn verdienste, maar hij weigerde en werd daarop op 10 november 1795 de eerste ereburger van Frankfurt.
Op 11 november trok hij naar Breslau.
In de Slag bij Jena leed hij op 14 oktober 1806 een nederlaag tegen Napoleon.
Nadat hij hersteld was van zijn verwondingen, nam hij het opperbevel over het Pruisische leger over van de te Auerstedt gesneuvelde Karel Willem Ferdinand van Brunswijk-Wolfenbüttel.
Op 28 oktober 1806 gaf hij zich na een kort gevecht te Prenzlau tegen Joachim Murat over op grond van een foutieve inschatting van zijn kwartiermeester Christian von Massenbach. Hij bleef twee jaar in Franse krijgsgevangenschap.
Koning Friedrich Wilhelm III ontsloeg hem daarvoor uit het leger.
Hij droeg in augustus 1806 zijn titel over op zijn zoon en trok zich verbitterd terug in Slawentzitz waar hij stierf. In het kasteelpark werd een standbeeld uit gietijzer opgericht met de lijfspreuk van de Hohenlohes: Ex flammis orior (uit vlammen ben ik ontstaan).
Öhringen ging naar zijn oudste zoon August zu Hohenlohe-Öhringen en Ingelfingen naar zijn jongste zoon Adolf zu Hohenlohe-Ingelfingen.
- Bibliothèque nationale de France: cb149558659 (data)
- Gemeinsame Normdatei: 116954647
- International Standard Name Identifier: 0000 0000 1044 4909
- Library of Congress Control Number: no2021058278
- Système universitaire de documentation: 192056042
- Virtual International Authority File: 64771075
- WorldCat: E39PBJyCyFRHPDxdQdt7vjtVG3